# Instytut Biotechnologii Przemysłu Rolno-Spożywczego
Instytut Biotechnologii Przemysłu Rolno-Spożywczego im. prof. Wacława Dąbrowskiego – jednostka naukowo-badawcza Ministra Rolnictwa i Rozwoju Wsi, mająca na celu prowadzenie badań naukowych, prac rozwojowych, działalności innowacyjnej oraz gospodarczej w obszarze przemysłu rolno-spożywczego.

## Działalność
Na podstawie rozporządzenie Ministra Rolnictwa i Rozwoju Wsi z 2009 r. w sprawie połączenia Instytutu Przemysłu Mięsnego i Tłuszczowego, Instytutu Przemysłu Cukrowniczego oraz Instytutu Biotechnologii i Przemysłu Rolno-Spożywczego ustanowiono Instytut Biotechnologii Przemysłu Rolno-Spożywczego. Nadzór na Instytutem sprawuje minister właściwy do spraw rolnych.
Przedmiotem działania Instytutu jest prowadzenie:
- badań naukowych w zakresie:
  - pozyskiwania, doskonalenia i przechowywanie szczepów drobnoustrojów przemysłowych,
  - doskonalenie metod obrotu i uboju zwierząt rzeźnych oraz pozyskiwanie surowców spożywczych i przemysłowych pochodzenia zwierzęcego i roślinnego,
  - modyfikacji procesów bioinżynieryjnych i chemopreparatów,
  - opracowanie technologii bezodpadowych,
  - opracowanie i adaptacja nowych fizykochemicznych i mikrobiologicznych metod badawczych surowców i produktów żywnościowych.
- prac rozwojowych w zakresie:
  - zastosowania enzymów w modyfikacji żywności,
  - otrzymywania żywności funkcjonalnej i dietetycznej,
  - technologii koncentratów spożywczych,
  - technologii mięsa i tłuszczów,
  - technologii cukrownictwa,
- działalności innowacyjnej mającej na celu zastosowanie nowych szczepów drobnoustrojów w technologiach przemysłu spożywczego;
- działalności gospodarczej, w tym:
  - produkcji dozwolonych dodatków do żywności, probiotyków, kultur starterowych oraz produktów spożywczych i użytkowych,
  - sterylizacji przypraw,
  - zaopatrzenie zakładów przemysłowych w szczepy drobnoustrojów, dozwolone dodatki do żywności i materiały pomocnicze.
- działalność innowacyjna w przetwórstwie i przechowalnictwie żywności;
- monitoringu żywności i środowiska:
  - wykonywanie analiz i standaryzacja surowców i produktów w przemyśle fermentacyjnym,
  - przemyśle owocowo-warzywnym,
  - przemyśle piekarskim i ciastkarskim,
  - przemyśle koncentratów spożywczych,
  - przemyśle zbożowym i ziemniaczanym,
  - przemyśle chłodniczym, mięsnym, tłuszczowym, cukrowniczym i innym.
- szkoleń i konsultacji.

Na podstawie rozporządzenie Ministra Rolnictwa i Rozwoju Wsi z 2002 r. w sprawie połączenia Instytutu Biotechnologii Przemysłu Rolno-Spożywczego z Centralnym Laboratorium Przemysłu Koncentratów Spożywczych, Centralnym Laboratorium Technologii Przetwórstwa i Przechowalnictwa Zbóż oraz Zakładem Badawczym Przemysłu Piekarskiego połączono kolejne centralne laboratoria.
Na podstawie rozporządzenia Rady Ministrów z 2021 r. nadano Instytutowi status państwowego instytutu badawczego.